# Morgan Fairchild
Morgan Fairchild, właśc. Patsy Anne McClenny (ur. 3 lutego 1950 w Dallas) – amerykańska aktorka, określana jako efektowna diva oper mydlanych lat 80. XX wieku. Kiedy zdecydowała się na karierę w przemyśle rozrywkowym, wybrała pseudonim sceniczny „Morgan” pochodzący od imienia agresywnego marzyciela – bohatera brytyjskiej komedii Karela Reisza Morgan: przypadek do leczenia (Morgan: A Suitable Case for Treatment, 1966), którego zagrał David Warner, i „Fairchild”, ponieważ to brzmiało nieźle. Zaangażowana w działalność charytatywną na rzecz AIDS i ochronę środowiska. Uznano ją za następczynię Farrah Fawcett i Bo Derek.
W 2008 została uhonorowany przez Texas Film Hall of Fame w Austin w Teksasie.

## Wczesne lata
Urodziła się w Dallas w Teksasie jako starsza córka Marthy Jane Hartt, nauczycielki języka angielskiego w Texas School District w Richardson, i Edwarda Miltona McClennya, inżyniera Texas Instruments. Dorastała wraz z młodszą siostrą Cathryn Hartt (ur. 1952).
W wieku 11 lat jej iloraz inteligencji był wysoki i wynosił 147. W dzieciństwie była brzydkim kaczątkiem z okularami, kiedy uczestniczyła w kółku teatralnym prowadzonym przez jej matkę. Mając 10 lat zaczęła występować w przedstawieniach dziecięcych, a dwa lata później występowała na scenie teatru obiadowego Theatre Three i produkcjach Highland Park Children’s Theatre w Dallas. W wieku 14 lat rywalizowała o koronę Miss Nastolatek Dallas i występowała na scenie ze sztuką George’a Bernarda Shawa Święta Joanna (St. Joan). Miała zamiar zostać paleontologiem lub lekarzem.

## Początki kariery
Mając 17 lat po raz pierwszy zetknęła się z kinem jako dublerka Faye Dunaway na planie biograficznego melodramatu kryminalnego Arthura Penna Bonnie i Clyde (Bonnie and Clyde, 1967).
W 1968 ukończyła szkołę średnią Lakelands High School w Dallas, gdzie podjęła studia na Południowym Metodystycznym Uniwersytecie.

## Kariera ekranowa

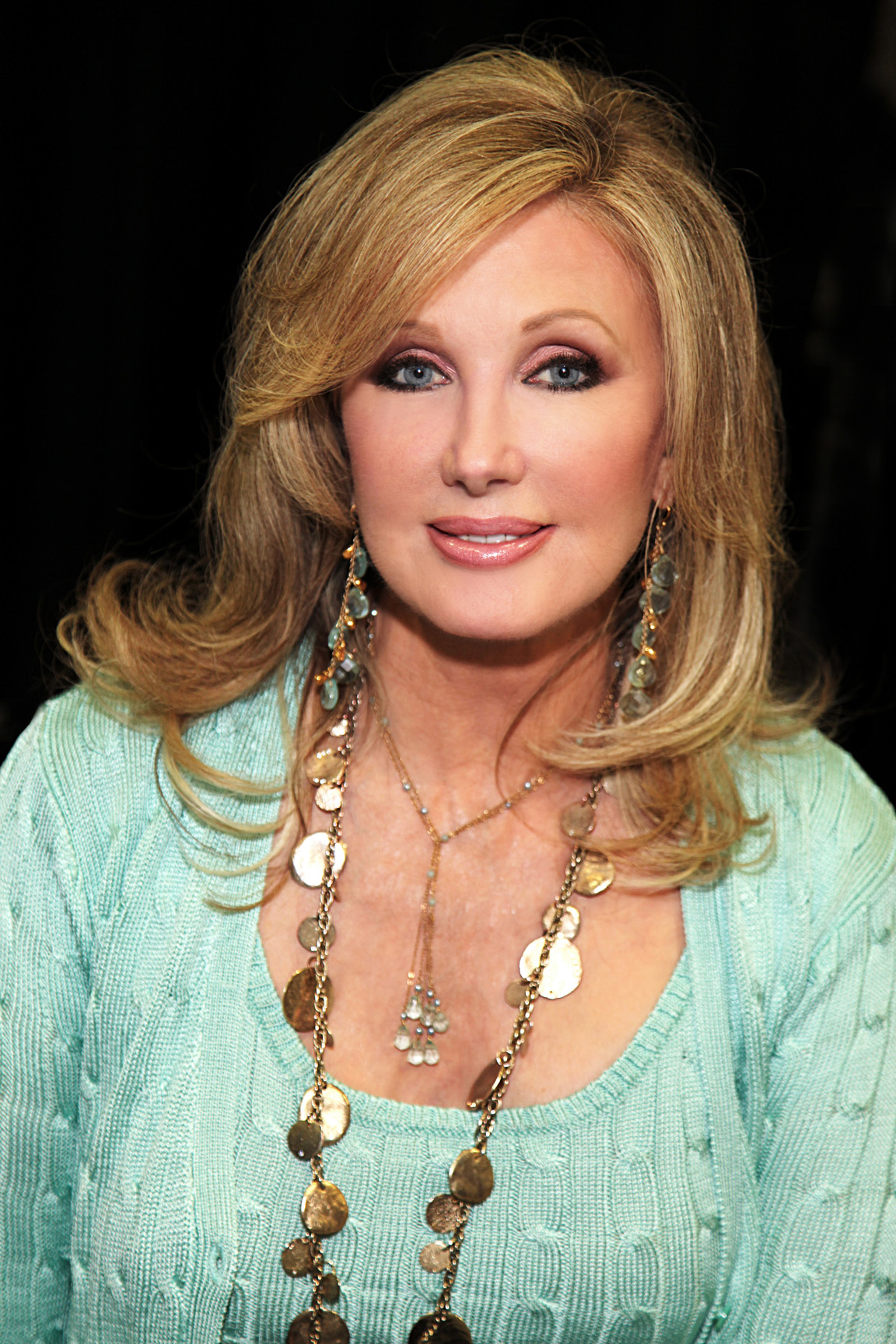
Morgan Fairchild w 2012

Po udziale w biograficznym filmie sensacyjnym Kula dla ładnego chłopca (A Bullet for Pretty Boy, 1970) u boku Adama Roarke’a, w 1971 przyjechała do Nowego Jorku, a w 1977 jej wizerunek, wraz z Frankiem Sinatrą i Yulem Brynnerem, zapoczątkował logo „I Love NY”. Była przesłuchiwana do roli Jacy Farrow w dramacie Petera Bogdanovicha Ostatni seans filmowy (1971), którą ostatecznie zagrała Cybill Shepherd.
Zdecydowała się na karierę w telewizji, grając bohaterki o mocnym charakterze. Od 24 grudnia 1973 do 21 listopada 1977 grała efektownie rolę maniakalnej Jennifer Pace Phillips, morderczyni żony jej kochanka, w operze mydlanej CBS Search for Tomorrow (Poszukiwanie jutra). W 1977 przeniosła się do Los Angeles. Niedługo potem wystąpiła gościnnie w sitcomie ABC Happy Days (1977) z Ronem Howardem i Henrym Winklerem, serialu kryminalnym Sierżant Anderson (1978) z Angie Dickinson oraz sitcomie ABC Mork i Mindy (1978–1979) u boku Robina Williamsa. W telewizyjnym horrorze ABC Inicjacja Sary (The Initiation of Sarah, 1978) z udziałem Shelley Winters, Roberta Haysa, Tony’ego Billa i Morgan Brittany zagrała „złą dziewczynę” przewodniczącą stowarzyszenia Alpha Nu Sigma (ANS). Jennifer Lawrence wywołała pewne kontrowersje po początkowej emisji w telewizji, ponieważ miała na sobie mokrą koszulkę po wrzuceniu do fontanny, coś, czego wcześniej nie pokazano w filmie telewizyjnym. Fairchild początkowo żałowała występu w tej produkcji, ale później zmieniła zdanie po tym, jak producent Chuck Fries stwierdził, że chociaż łatwo znaleźć pomysł, trudno znaleźć kogoś, kto mógłby zagrać tak przekonującą „femme fatale”. W „The New York Times” nazwana została „blondwłosą i wąskooką lisią Barbie”.
Znalazła się w obsadzie opery mydlanej CBS Dallas (1978) jako Jenna Wade, pierwsza prawdziwa miłość Bobby’ego Ewinga (Patrick Duffy). Była na okładkach „High Society” (w czerwcu 1981), „People” (13 lipca 1981), „Oui” (w październiku 1981), „Penthouse” (w październiku 1982) i „Cosmopolitan” (w edycji włoskiej w styczniu 1983).
Od 12 maja 1980 do 4 maja 1982 grała rolę prawniczki Constance Weldon Carlyle, adoptowanej córki rodziny głównych bohaterów sagi i awanturnicy, zdradzanej przez męża (Mark Harmon), który poślubił ją dla jej pieniędzy w operze mydlanej NBC Flamingo Road, za którą była nominowana do Złotego Globu dla najlepszej aktorki w serialu dramatycznym. W 1982 została wybrana jedną z 10. najpiękniejszych kobiet na świecie przez magazyn „Harper’s Bazaar”. Zwróciła się ku kinowemu ekranowi. Za główną rolę Jamie Douglas, prezenterki telewizyjnej prześladowanej przez psychopatycznego wielbiciela (Andrew Stevens) w dreszczowcu Uwiedzenie (The Seduction, 1982) zdobyła nominację do Złotej Maliny w dwóch kategoriach – dla najgorszej debiutującej nowej gwiazdy kinowej]] i najgorszej aktorki, laureatką tych antynagród została Pia Zadora. „Wydaje się, że w filmie jedynie paraduje przed nami ze swoim blaskiem i lekko mroźnym pożądaniem. Przez cały film stroi się, wymachując fryzurą w stylu Farrah Fawcett, jakby pozowała do sesji zdjęciowej. Fairchild spędza tyle czasu w wannie w dłużących się sekwencjach, że można by pomyśleć, że lepiej by zrobiła, gdyby wzięła udział w castingu do historii życia Esther Williams” napisał jeden z recenzentów.
W serialu ABC Papierowe lalki (Paper Dolls, 1984) zagrała postać Racine, bezwzględnej i przebiegłej szefowej agencji modelek. W 1984 wydała książkę o urodzie Morgan Fairchild’s Super Looks (wyd. Simon & Schuster). W miniserialu ABC Północ-Południe (North and South, 1985–1986) pojawiła się jako Burdetta Halloran, kochanka Elkanaha Benta (Philip Casnoff). Od 4 października 1985 do 22 maja 1986 grała rolę schizofrenicznej prawniczki Jordan Jennifer Roberts w operze mydlanej CBS Falcon Crest, która przyniosła jej nominację do nagrody Soap Opera Digest.
10 maja 1986 zaplanowano jej występ w odcinku Saturday Night Live, ale zamiast tego postanowiła polecieć do Izraela, aby zagrać królową w familijnym filmie muzycznym Śpiąca królewna (Sleeping Beauty, 1987) z Tahnee Welch, Nicholasem Clayem, Sylvią Miles i Kennym Bakerem. Za postać Julii St. Martin w sitcomie CBS Murphy Brown (1989) otrzymała nominację do nagrody Emmy. Była równie efektowna w roli femme fatale aktorka Lucy w dreszczowcu USA Network Nawiedzenie Sarah Hardy (The Haunting of Sarah Hardy, 1989) z Selą Ward, jak i zmysłowa kochanka Gina w komedii Freda Olena Raya Szef mafii (Mob Boss, 1990). W dreszczowcach, Nawet anioły upadają (Even Angels Fall, 1991) z udziałem piosenkarza Engelberta Humperdincka i Brak weny (Writer’s Block, 1991) z Michaelem Praedem, zagrała powieściopisarkę bestsellerów prześladowaną przez seryjnego mordercę.
Kolejne cieszące się uznaniem role telewizyjne to Marla, biseksualna przyjaciółka Sandry Bernhard w sitcomie ABC Roseanne (1992), aktorka Andrea Thorpe z konkurencyjnej opery mydlanej tytułowej bohaterki (Cybill Shepherd) w sitcomie CBS Cybill (1995-97) i Nora Tyler Bing, atrakcyjna matka Chandlera (Matthew Perry) w sitcomie NBC Przyjaciele (Friends, 1995–2001). W operze mydlanej ABC Miasto (The City, 1995–1996) wcieliła się w postać Sydney Chase, jednej z najbogatszych kobiet świata i jednego z największych konglomeratów komunikacji na planecie. W latach 1997–2004 uczestniczyła w kampanii reklamowej sklepów odzieżowych Old Navy.
Grała także w komedii romantycznej eCupid (2011) z Johnen Callahanem i filmie familijnym Beethoven na tropie skarbu (Beethoven’s Treasure, 2014) z Jonathanem Silvermanem. W 2018 była nominowana do nagrody Emmy jako Anjelica Deveraux w operze mydlanej NBC Dni naszego życia (2017). W serialu Mélange (2021) wcieliła się w rolę mściwej i pamiętliwej żony Vivian King.

## Kariera teatralna
W 1982 odniosła sukces w roli naiwnej modelki Skye z rozkładówki, „obiekcie pożądania” na scenie off-Broadwayu w spektaklu komediowym Jonathana Reynoldsa Geniusze (Geniuses). Wystąpiła na scenie w Kansas City w Missouri w przedstawieniach: Mężczyźni wolą blondynki (1986) jako Lorelei Lee w Starlight Theatre, Murder Among Friends (2014), The Dixie Swim Club (2017) i komedii Marca Camolettiego Nie ubieraj się na obiad (2022) jako Jacqueline w New Theatre & Restaurant.
W 2000 wystąpiła w off-broadwayowskiej sztuce High Infidelity. Od 29 października 2004 do 1 maja 2005 na Broadwayu grała Panią Robinson w komedii Absolwent.

## Życie prywatne
W 1965, mając 15 lat poznała Dusty’ego Hilla z ZZ Top. 18 listopada 1967 poślubiła Jacka Calmesa. Znała wiele legend muzycznych, poczynając od randki z Frankiem Beardem z ZZ Top po Jimiego Hendriksa, Janis Joplin, Grand Funk Railroad, a nawet jadąc w trasę z Led Zeppelin, ponieważ jej ówczesny mąż był promotorem muzyki rockowej. Po pięcioletnim małżeństwie, 28 lutego 1973 doszło do rozwodu.
Od 1986, przez 25 lat Fairchild była w nieformalnym stałym związku z kierownikiem filmowej spółki Markiem Seilerem (ur. 1949). Fairchild to także aktywna działaczka w podnoszeniu świadomości w kwestiach odnoszących się do AIDS i ochrony środowiska. We wczesnych latach 70., Fairchild została porwana przy dwóch różnych okazjach.

## Filmografia

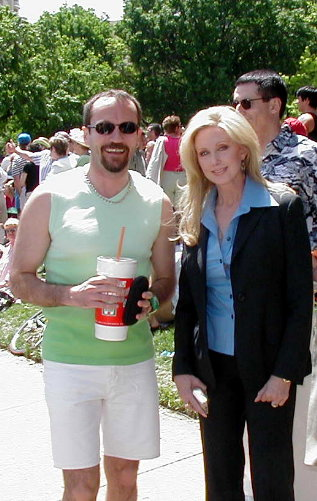
Fairchild w Dallas w 2006

### Filmy fabularne
- 1967: Bonnie i Clyde (Bonnie and Clyde) – dublerka Faye Dunaway
- 1970: Kula dla ślicznego chłopca (A Bullet for Pretty Boy)
- 1982: Uwiedzenie (The Seduction) jako Jamie Douglas
- 1985: Wielka przygoda Pee Wee Hermana (Pee-wee's Big Adventure) jako 'Dottie'
- 1986: Nieznajomy rudzielec (Red-Headed Stranger) jako Raysha Shay
- 1987: Śpiąca królewna (Sleeping Beauty) jako królowa
- 1987: Student roku (Campus Man) jako Katherine Van Buren
- 1987: Śmiertelne iluzje (Deadly Illusion) jako Jane Mallory / Sharon Burton
- 1988: Północny gliniarz (Killing Blue) jako Lisa
- 1989: Fantom centrum handlowego (Phantom of the Mall: Eric's Revenge) jako major Karen Wilton
- 1990: Szef mafii (Mob Boss) jako Gina
- 1993: Wszystko tylko nie buty (Freaked) jako stewardesa
- 1994: Myśliwi Wysp Dziewiczych (Test Tube Teens from the Year 2000) jako Camella Swales
- 1994: Chemia ciała III (Point of Seduction: Body Chemistry III) jako Beth Chaney
- 1994: Naga broń 33⅓: Ostateczna zniewaga (Naked Gun 33 1/3: The Final Insult) – występuje w roli samej siebie
- 1995: Gospa jako siostra Fabijana Zovko
- 1995: Wschodząca Wenus (Venus Rising) jako Peyton
- 1995: Przestępne serca (Criminal Hearts) jako Prawnik Okręgowy
- 1998: Cudotwórca (Holy Man) – w roli samej siebie
- 1999: Przyjemni chłopcy śpią (Nice Guys Sleep Alone) jako Lorraine
- 1999: Zniweczone iluzje (Shattered Illusions) jako Angie[45]
- 2000: Porwanie (Held for Ransom) jako pani Kirtland
- 2000: Peril jako Terry
- 2000: Unshackled jako pani Miller
- 2001: Sok dżungli (Jungle Juice) jako Felicia
- 2002: Teddy Bears' Picnic jako Courtney Vandermint
- 2003: Lato w Arizonie (Arizona Summer) jako Debbie
- 2004: Knuckle Sandwich jako matka Cartera
- 2004: Arizona Summer jako Debbie
- 2006: Kontrowersyjna terapia (Shock to the System) jako Phyllis Hale
- 2007: Idź twardo: Historia Deweya Coxa (Walk Hard: The Dewey Cox Story) – występuje w roli samej siebie
- 2008: The Steamroom jako Sheila
- 2010: Życie jak plaża (Life’s a Beach) jako Felicia Wald
- 2011: eCupid jako Venus
- 2011: Boy Toy jako Barbra Skypes
- 2011: Cziłała z Beverly Hills 2 (Beverly Hills Chihuahua 2) jako komentatorka psiego programu w Beverly Hills
- 2012: Spring Break '83 jako matka Mouth
- 2012: A Perfect Ending jako Valentina
- 2013: Fighting Back jako Cheryl
- 2013: Wiener Dog Nationals jako pani Merryweather
- 2013: Dark Power jako Elizabeth Archer
- 2014: Christian Mingle jako Lacie Wood
- 2014: Beethoven na tropie skarbu (Beethoven’s Treasure) jako Charlene
- 2015: Sam jako Lulu
- 2015: Wiener Dog Internationals jako pani Merryweather

### Filmy TV
- 1978: Wypad (Escapade) jako Suzy
- 1978: Wtajemniczenie Sarah (The Initiation of Sarah) jako Jennifer Lawrence
- 1979: Morderstwo w muzycznym mieście (Murder in Music City) jako Dana Morgan
- 1979: Ramblin’ Man (The Concrete Cowboys) jako Kate/Carla
- 1980: Sprzedawcy marzeń (The Dream Merchants) jako Dulcie Warren
- 1980: Flamingo Road jako Constance Weldon Semple Carlyle
- 1980: Wspomnienie Evy Ryker (The Memory of Eva Ryker) jako Lisa
- 1981: Dziewczyna, złoty zegarek i dynamit (The Girl, the Gold Watch & Dynamite) jako Stella
- 1982: Słodki chłopak (Honeyboy) jako Judy Wellman
- 1982: Papierowe lalki (Paper Dolls) jako Racine
- 1983: Hotel jako Carol
- 1984: Błazeńskie przygody Robin Hooda (The Zany Adventures of Robin Hood) jako lady Marian
- 1984: Czas bomby (Time Bomb) jako Renee DeSalles
- 1985: Rodney Dangerfield: Ekspozycja (Rodney Dangerfield: Exposed) jako rozmaite role
- 1988: Ulica marzeń (Street of Dreams) jako Laura Cassidy/Eva Bomberg
- 1989: Nawiedzenie Sarah Hardy (The Haunting of Sarah Hardy) jako Lucy
- 1990: Przepis dla mordercy (Menu for murder) jako Paula Preston
- 1990: Jak zamordować milionerkę (How to Murder a Millionaire) jako Loretta
- 1991: Brak weny (Writer’s Block) jako Magenta Hart
- 1991: Nawet anioły upadają (Even Angels Fall) jako Leslie
- 1992: Sherlock Holmes i Pani Prowadzenia (Sherlock Holmes and the Leading Lady) jako Irene Adler
- 1993: Perry Mason (Perry Mason: The Case of the Skin-Deep Scandal) jako Alana Westbrook
- 1993: Wymyślona historia (Based on an Untrue Story) jako Satin Chow
- 1993: Das Paradies am Ende der Berge jako Irmgard Hoelzl
- 1996: Star Command jako komandor Sigrid Ivorstetter
- 1996: Przeklęta wyspa (Dead Man’s Island) jako aktorka Valerie St. Vincent
- 1997: Cena wolności (Moment of Truth: Into the Arms of Danger) jako Diana Astin
- 1999: Na co zasłużyłeś (Just Deserts) jako Catherine Harcourt
- 2002: Byłem nastoletnim Faustem (I Was a Teenage Faust) jako Babylonia
- 2006: Wtajemniczenie Sary (The Initiation of Sarah) jako Trina Goodwin
- 2011: Workers’ Comp jako Joan
- 2014: Perfect on Paper jako Beverly Wilcox

### Seriale TV

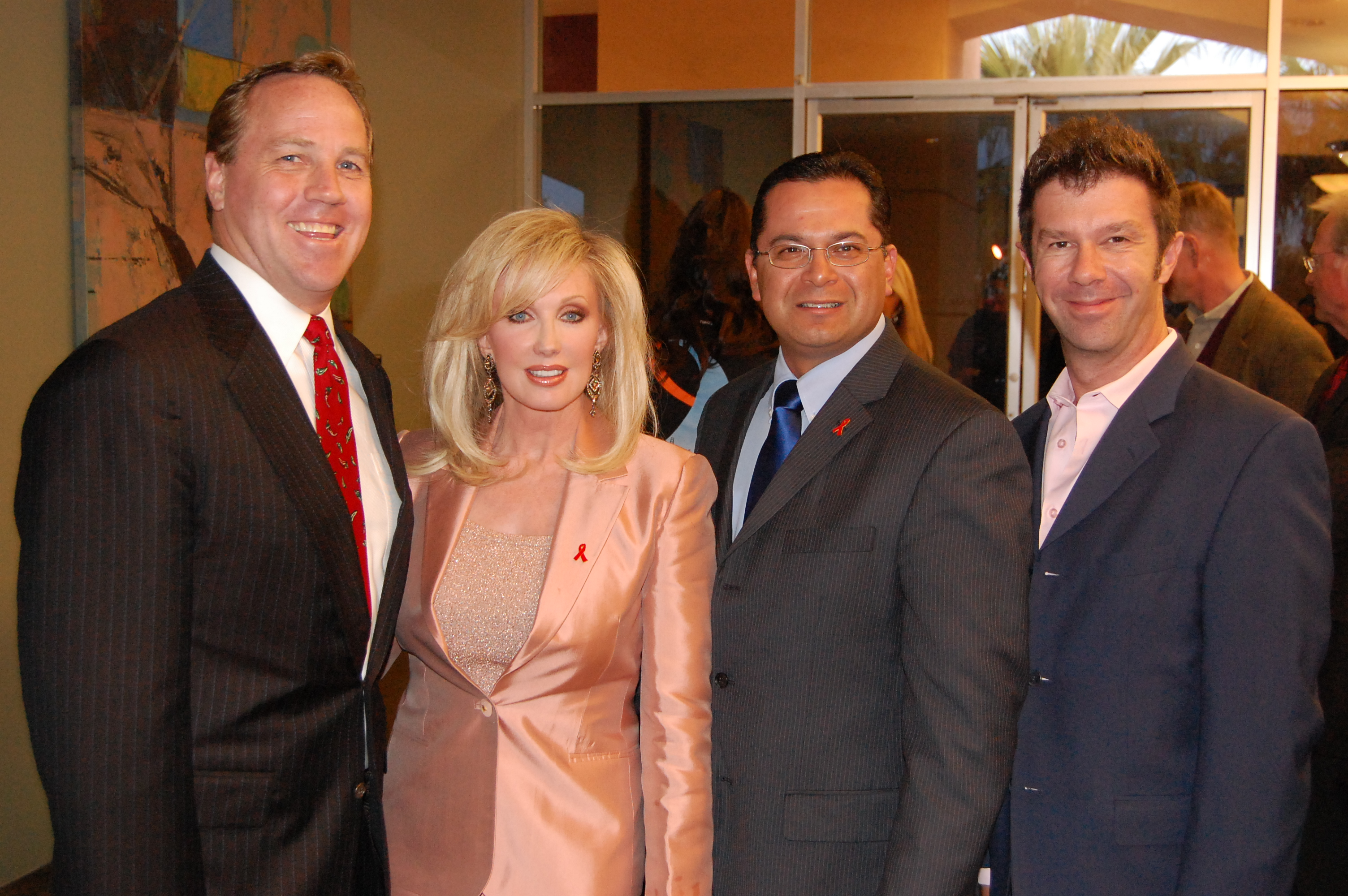
Fairchild podczas Desert AIDS Project (2009)

- 1973–1977: Search for Tomorrow jako Jennifer Pace #2
- 1976: Kojak jako Allison
- 1977: Bob Newhart zaprasza (The Bob Newhart Show) jako Linda/Bianca
- 1977: Szczęśliwe dni (Happy Days) jako Cynthia Holmes
- 1977: Rosetti i Ryan (Rosetti and Ryan) Claire Blake
- 1977: Barnaby Jones jako Felice Winters
- 1977: Zamiana (Switch)
- 1977: Rafferty jako Lisa Farrell
- 1978: Dallas jako Jenna Wade
- 1978: Zdumiewający Spiderman (The Amazing Spider-Man) jako Lisa Benson
- 1978: Sierżant Anderson (Police Woman) jako Cheryl
- 1978: Barnaby Jones jako Scotty MacKay
- 1978–1979: Mork i Mindy (Mork & Mindy) jako Susan Taylor
- 1979: Człowiek zwany Sloane (A Man Called Sloane) jako Melissa Nelson
- 1979: Time Express jako Michelle Flemming
- 1980: Młody Maverick (Young Maverick) jako Selene
- 1981: Statek miłości (The Love Boat) jako Jenny Boyer
- 1981–1982: Flamingo Road jako Constance Weldon Semple Carlyle
- 1982: Simon i Simon (Simon & Simon) jako Alex Houston/Catherine Haley
- 1982: Magnum  (Magnum, P.I.) jako Catherine Hailey
- 1983: Hotel jako Carol
- 1984: Papierowe lalki (Paper Dolls) jako Racine
- 1985: Północ-Południe (North and South) jako Burdetta Halloran
- 1985–1986: Falcon Crest jako Jordan Roberts
- 1986: Północ-Południe (North and South, Book II) jako Burdetta Halloran
- 1989: Murphy Brown jako Julia St. Martin
- 1989: Moi dwaj tatusiowie (My Two Dads) jako Diana Thackery
- 1992: Roseanne jako Marla
- 1993: Nowe przygody Supermana (Lois & Clark: New Adventures of Superman) jako Miranda
- 1993: Napisała: Morderstwo (Murder, She Wrote) jako Iris Novaro
- 1994: Prawo Burke’a (Burke’s Law) jako June Ward
- 1994: Opuszczone gniazdo (Empty Nest) jako Zoe
- 1994: Diagnoza morderstwo (Diagnosis Murder) jako Pamela Dorn
- 1994: Robin's Hoods jako Caroline
- 1995–1996: Miasto (The City) jako Sydney Chase / Debbie Tompkins
- 1995–1997: Cybill jako Andrea Thorpe
- 1995–2001: Przyjaciele (Friends) jako Nora Tyler Bing
- 1996: ABC Afterschool Specials jako Joan
- 1996: Szpital miejski (General Hospital) jako Sydney Chase
- 1997: Bez pamięci (Head Over Heels) jako Mona DuBois
- 1997: Naga prawda (The Naked Truth) – występuje w roli samej siebie
- 1997: Dotyk anioła (Touched by an Angel) jako Jackie Sykes
- 1998: Bobry w akcji (The Angry Beavers) jako Muffy Snootwell (głos)
- 1998: Pan Złota Rączka (Home Improvement) – występuje w roli samej siebie
- 1999: Nowe przygody rodziny Addamsów (The New Addams Family) jako lady Pretensia
- 1999: V.I.P. – występuje w roli samej siebie
- 2001: Dharma i Greg (Dharma & Greg) jako Jackie
- 2001: Siódme niebo (7th Heaven) jako Merle „Bird”
- 2002: Lata osiemdziesiąte (That ’80s Show) jako Cossima Blair
- 2002: Odlotowa małolata (Maybe It's Me) jako Wielka Kimberly
- 2002: Roswell: W kręgu tajemnic (Roswell) jako Meris Wheeler
- 2002: Powrót do Providence (Providence) jako Gwendolynne Gold
- 2003: Ja się zastrzelę (Just Shoot Me!) jako Lily Barton
- 2004: Różowe lata siedemdziesiąte (That ’70s Show) jako Carolyn
- 2006: Fashion House: Kobiety na krawędzi (Fashion House) jako Sophia Blakely
- 2007: Dwóch i pół (Two and a Half Men) jako Donna
- 2008: Chuck jako Honey Woodcomb, matka Devona 'Kapitana Wspaniałego'
- 2008: Uwaga, faceci! (Men in Trees) gościnnie, w roli samej siebie
- 2009: Moda na sukces (The Bold And The Beautiful) jako Dorothy Bright / Dottie
- 2009: Na imię mi Earl (My Name Is Earl) jako Carol
- 2009: Chuck jako Honey Woodcomb, matka Devona 'Kapitana Wspaniałego'
- 2009: Bez skazy (Nip/Tuck) – występuje w roli samej siebie
- 2010: Prawo i bezprawie (Law & Order: Trial by Jury) jako Claire Lockton
- 2011: Kości (Bones) jako Bianca Chiverton
- 2012: Szczęśliwi rozwodnicy (Happily Divorced) jako Jill
- 2014: Zemsta (serial telewizyjny) (Revenge) jako Teresa
- 2014: Rozpalić Cleveland (Hot in Cleveland) jako Claudia / Elka